# Hydrangea coenobialis
Hydrangea coenobialis es una especie de arbusto perteneciente a la familia Hydrangeaceae. Es originaria de China. Fue descrita por Woon Young Chun en 1954.

## Descripción
Son arbustosque alcanzan los 1-3 metros de altura. Las ramas son de color púrpura- rojiza y violeta oscuro, rojo, cilíndricas, gruesas, glabras; corteza se desprende en pedazos cuando envejece. La lámina foliar abaxialmente verdosa, con peciolo grueso, adaxial de color verde oscuro, aovado- lanceoladas, lanceoladas o elípticas, de 9-20 cm × 2,5-5, papiráceas, Las inflorescencias se producen en cimas corimbosas de 7-12 cm de ancho. Las semillas obovoides marrón, a subglobosas.

## Distribución y hábitat
Se encuentra en las orillas del río en densos bosques de los valle y en las laderas de las montañas a una altitud de 200-800 metros en Guangdong y Guangxi en China.

## Taxonomía
Hydrangea coenobialis fue descrita por Woon Young Chun y publicado en Acta Phytotaxonomica Sinica 3(2): 131–132, pl. 10. 1954.
Etimología
Hydrangea: nombre genérico que deriva de las palabras griegas:  (ὕδωρ hydra) que significa "agua" y  ἄγγος (gea) que significa "florero"  o "vasos de agua" en referencia a la característica forma de sus cápsulas en forma de copa.
coenobialis: epíteto
Sinonimia
- Hydrangea coenobialis var. acutidens Chun
- Hydrangea stenophylla var. decorticata Chun[1]